# Пам'ятки археології Печенізького району
У Печенізькому районі Харківської області на обліку перебуває 20 пам'яток археології.
| № з/п | Охоронний № | Місцезнаходження об'єкту | Назва об'єкту                                                             | Дослідник, рік обстеження | Розміри                                | Кат      | Рішення Харківського ОВК, накази УКіТ   | Охоронна зона: розміри, Рішення Харківського ОВК, накази УКіТ      |
| ----- | ----------- | --- | ------------------------------------------------------------------------- | --- | -------------------------------------- | -------- | --------------------------------------- | ------------------------------------------------------------------ |
| 1.    | 1447        | смт. Печеніги Печенізької сел/р, на зах. околиці селища | Поселення скіфського часу V-III ст. до н.е.                               | Бранденбург М.Ю. історик 1892р. | Площа 60х90м                           | Місцева  | № 61 від 25.01.72р.                     | 50 м. №197 від 16.04.84р.                                          |
| 2.    | 2268        | -<<- | Кургани. 4.III тис. до н.е. – I тис. н.е.                                 | Багалій Д.І., історик 1905р. | Вис. 0,5-2,0 м                         | -<<-     | № 183 від 20.04.87р.                    | 50м.№184 від 20.04.87р.                                            |
| 3.    | 2366        | с. Артемівка Артемівської с/р | Кургани. 20.III тис. до н.е. – I тис. н.е.                                | Багалій Д.І., історик 1905р.Шрамко Б.А. та інші. 1977р. | Вис. 0,8-2,0 м                         | -<<-     | № 161 від 18.04.88р.                    | 10 м. Наказ УКіТ №19 від 17.02.2005р.                              |
| 4.    | 1442        | с. Кицівка Печенізької сел/р, на півд-зах від села в гирлі р. Бабка | Поселення доби неоліту, V-IV тис. до н.е.                                 | Єфименко П.П., історик 1901р. | Площа 180х90 м                         | -<<-     | № 61 від 25.01.72р.                     | 50 м. №197 від 16.04.84р.                                          |
| 5.    | 1444        | с. Мартове Мартівської с/р, за 100 м від насосної станції | Поселення салтівської культури VIII-X ст. н.е.                            | Бородулін В.Г., археол. 1971р. | Площа 100х150 м                        | -<<-     | -<<-                                    | 50 м. №197 від 16.04.84р.                                          |
| 6.    | 1445        | с. Мартове Мартівської с/р, за 1,5 км на півн-зах від села | Поселення салтівської культури VIII-X ст. н.е.                            | Ляпушкін І.І., д.і.н. 1948р. | Площа не встановлена                   | -<<-     | -<<-                                    | 50 м. №197 від 16.04.84р.                                          |
| 7.    | 2267        | с. Мартове Мартівської с/р | Кургани. 21.III тис. до н.е. – I тис. н.е.                                | Шрамко Б.А. та інші. 1977р. | Вис. 0,5-1,5 м,Діам. 20-35м.           | -<<-     | № 183 від 20.04.87р.                    | 50 м. №184 від 20.04.87р.                                          |
| 8.    | 2374        | с. Новий Бурлук, Новобурлуцької с/р | Кургани. 18.III тис. до н.е. – I тис. н.е.                                | -<<- | Вис. 1,0-2,0 м,Діам 30-40м.            | -<<-     | № 161 від 18.04.88р.                    | 10 м. Наказ УКіТ №19 від 17.02.2005р. (встановлена на 13 курганів) |
| 9.    | 2375        | с. Першотравневе Борщівської с/р | Кургани. 7.III тис. до н.е. – I тис. н.е.                                 | -<<- | Вис. 0,6-1,8 м,Діам. 25-35м.           | -<<-     | № 161 від 18.04.88р.                    | 10 м. Наказ УКіТ №19 від 17.02.2005р.                              |
| 10.   | 2000064     | с.Новокомсомольське, Печенізька селищна рада Печенізького району. | Поселення «Ново комсомольське-1»                                          | Дідик В.В.Резніков В.В.2008Доба бронзи та Салтово-маяцька культура | 73,5 га                                | Місцева  | Наказ МКТУ №58/0/16-10 від 03.02.2010р. |                                                                    |
| 11.   |             | Смт. Печеніги Печенізькиого району Харківської області. За 3,0 км на південь від західної околиці селища, за 3,0 км ліворуч на південь від асфальтованої дороги, що веде із смт. Печеніги до м. Чугуїв, за 1,0 км на південь від південної околиці села, праворуч та ліворуч від ґрунтової дороги що веде із смт. Печеніги до с. Леб’яже Чугуївського району Харківської області, на мисообразному дюнному підвищенні правого берега ріки Сіверський Донець, в сосновому лісі. | Поселення «Печеніги-5»                                                    | Голубєва І. В., старший науковий співробітник ДП ОАСУ «САС», 2006 р.ІІ — І тис. до н. е., І тис. н. е. | Розміри поселення не визначені         | Місцева  | Наказ МКУ№912/0/16-11від 21.10.11 р.    |                                                                    |
| 12.   |             | с. Ганнівка Борщівської с/ради. 1 курган, розташований на південний схід від села за 0,5 км | Курган                                                                    | Ревенко В.І., зав. відділу охорони пам’яток ХІМ. 2000 р.III тис. до н.е. – I тис. н.е. | вис. 0,6 м, діам 25м.                  | Об’єкт   | Наказ УКіТ №25 від 02.03.05р.           |                                                                    |
| 13.   |             | с. Гарашківка Мартівської с/ради. 3 кургани, розташовані на західній околиці села та на південь від села | Кургани                                                                   | – << – | вис. 0,9 – 2,3 м,діам. 30-40м.         | Об’єкт   | Наказ УКіТ №25 від 02.03.05р.           |                                                                    |
| 14.   |             | с. Новокомсомольське Печенізької сел/ради.4 кургани, розташовані на південний захід за 1,5 км та на схід за 1,5 км села | – << –                                                                    | – << – | вис. 1,0 – 1,5 м,діам. 30-35м          | Об’єкт   | Наказ УКіТ №25 від 02.03.05р.           |                                                                    |
| 15.   |             | С. П’ятницьке Печенізьської с/ради за 1 км на південь від села | Селище: П’ятницьке                                                        | Шрамко Б.А., Міхеєв В.К., Криганов В.В.Мідна доба,Залізна доба,Салтово-маяцька культура. | Пл. 20-25 га                           | Об’єкт   | Наказ УКіТ №361 від 28.11.07р.          |                                                                    |
| 16.   |             | с. П’ятницьке, Печенізька селищна рада Печенізького району. Комплекс розташований за 200 м на південь від південної околиці села, за 400 м ліворуч від дороги на с. П’ятницьке. | Виробничо-технічний комплекс «Резниківський»                              | Дідик В.В.Резніков В.В.Салтово-маяцька культура | Орієнтовні розміри 200 х 40 м (0,8 га) | Об’єкт   | Наказ УКіТ №179 від 06.07.2009р.        |                                                                    |
| 17.   |             | С. Кицівка, Печенізька сел.рада Печенізький р-н. Поселення розташоване за 1 км на північ від с. Кицівка | Поселення «Кицівка-2»                                                     | Квітковський В.І.Салтово-маяцька культура | Орієнтовні розміри 100 х 50            | Об’єкт   | Наказ УКіТ №179 від 06.07.2009р.        |                                                                    |
| 18.   |             | вул. Набережна, 24 с. Мартове Мартівської сільської ради Печенізького р-ну. Поселення розташоване на західній околиці села, на території сучасної зони приватного сектору. | Поселення «Мартове, вул. Набережна» ІІ тис. до н.е. - поч. І тис. до н.е. | Пеляшенко К.Ю., 2008р. | 60×80 м                                | Об’єкт   | Наказ УКіТ №113/1 від 24.03.10р.        |                                                                    |
| 19.   |             | Правий берег Печенізького водосховища, на території Чугуївсько-Бабчанського лісхоззагу. | Поселення «Мартове-6»                                                     | Тєлєгін Д.Я., Пузаков Є.В., Михеєв В.К.,. Лаптєв О.О., Колода В.В.к.і.н., ХНПУ ім. Г.С. Сковороди IV—III тис. до н.е., VI—VII ст, VIII—Х ст.                                                                          | 200×250 м                              | Об’єкт   | Наказ УКіТ №142 від 11.04.11р.          |                                                                    |
| 20.   | 8735-Ха     | Харківська обл., Печенізький р-н, Чугуєво-Бабчанське лісове господарство, квартал 40. Городище знаходиться на відстані 4 км від північно-східної околиці смт. Печеніги, на мисі правого високого берега Печенізького водосховища. | Городище «Мартівське»VIII-Х ст.                                           | А.В. Криганов, к.і.н., 2004 р.; Г.Є. Свистун, провідний науковий співробітник відділу пам’яток археології Обласного комунального закладу «Харківський науково-методичний центр охорони культурної спадщини» у 2010 р. | Площа городища 2,0 га.                 | Пам'ятка | Наказ МКУ №45 від 20.01.12р.            |                                                                    |
|       |             | |                                                                           | |                                        |          |                                         |                                                                    |

## Джерело
Лист Харківської Облдержадміністрації на запит ВМ УА від 28 березня 2012. Файли доступні на сайті конкурсу WLM.